# Nuffield (Oxfordshire)
Nuffield est une paroisse civile et un village de l'Oxfordshire, en Angleterre.